# فرانتس کوخ
فرانتس کوخ (انگلیسی: Franz Koch; ۱ سپتامبر ۱۸۹۸ – ۲۸ آوریل ۱۹۵۹) فیلم‌بردار اهل آلمان بود.

## فیلم‌شناسی
- والنسیا
- عروس معاوضه‌شده
- پیروزی اراده
- زندانی پادشاه